# Nubischer Armdolch

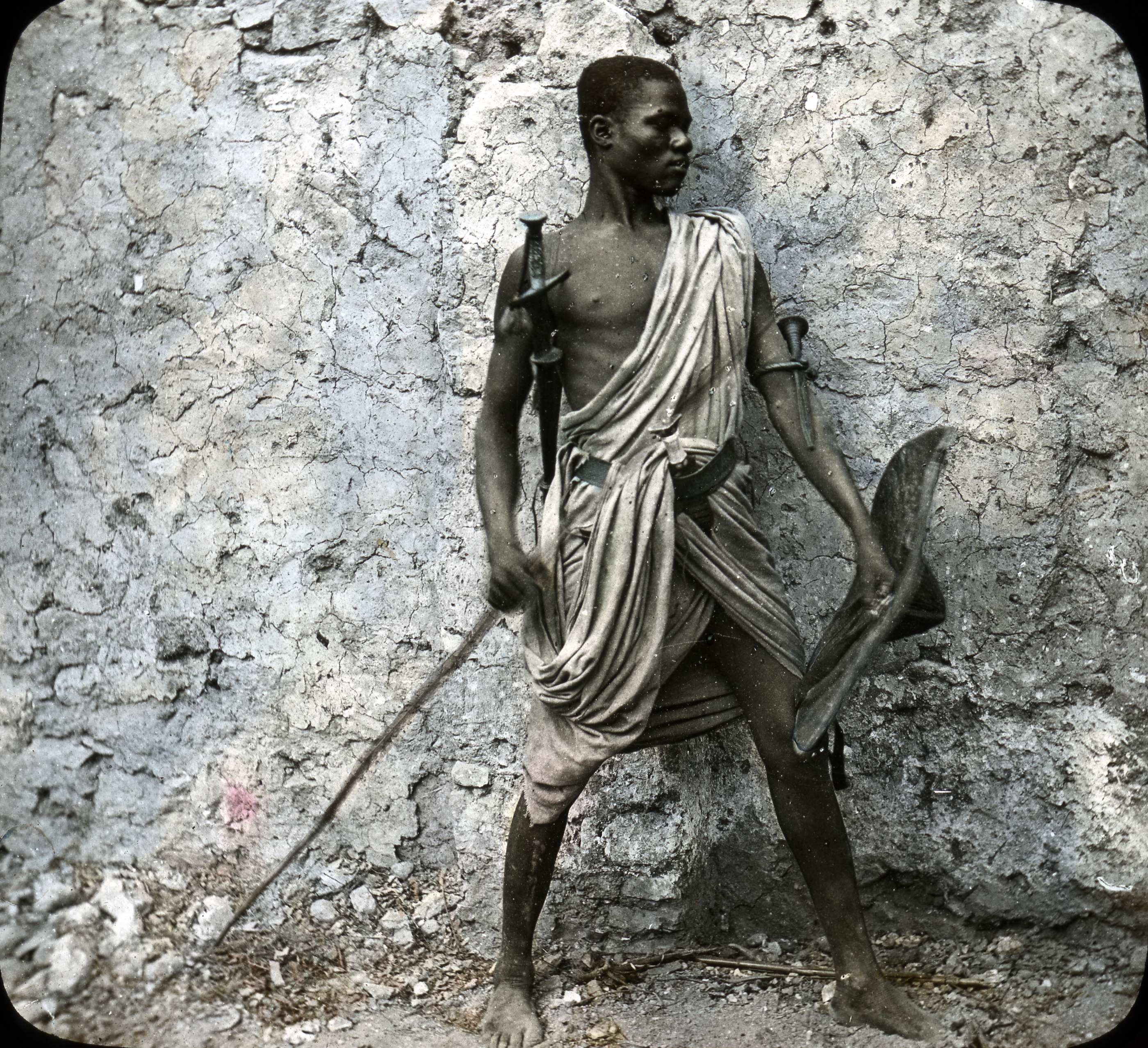
Nubischer Krieger mit einem Armdolch am linken Oberarm

Der Nubische Armdolch ist ein traditioneller Dolch aus Nubien bzw. Sudan, welcher am Oberarm in der Nähe der Schulter getragen wird.

## Beschreibung
Die Nubischen Armdolche haben meist eine gerade, zweischneidige Klinge mit einem Mittelgrat, die vom Griffstück an spitz zuläuft. Die Klingenlänge beträgt etwa zwischen 12 und 20 cm. Der Griff besteht meist aus Holz oder Horn, weitet sich zu einem breiten Parierelement und besitzt oft einen scheibenartigen Knauf. Die Scheiden werden meist aus Leder hergestellt, das mit Prägungen oder Metallbeschlägen verziert ist. An der Scheide ist ein dünnes Lederband befestigt, das dazu dient, die Waffe am Oberarm festzuhalten.
Die in der West-Sahara lebenden Tuareg haben einen ähnlichen Dolch, den Telek. Dieser hat einen kreuzförmigen Knauf und ein breites Befestigungsband, welches oft aus Messing besteht.